# Kaleidoscope (americká hudební skupina)
Kaleidoscope (původně The Kaleidoscope) byla americká psychedelicky folková skupina, která nahrála 4 alba a fungovala v letech 1966 až 1970.

## Členové

### Zakládající členové
- David Lindley
- Solomon Feldthouse
- Chris Darrow
- Chester Crill
- John Vidican

## Diskografie
- Side Trips (1967)
- A Beacon from Mars (1968)
- Incredible! Kaleidoscope (1969)
- Bernice (1970)
- When Scopes Collide (1976)
- Bacon from Mars (1983) (kompilace)
- Rampe, Rampe (1983) (kompilace)
- Egyptian Candy (A Collection) (1990) (kompilace)
- Greetings From Kartoonistan… (We Ain't Dead Yet) (1991)
- Beacon From Mars & Other Psychedelic Side Trips (2004) (kompilace)